# Vulpes riffautae
Vulpes riffautae — вимерлий вид лисиць з пізнього міоцену Чаду (приблизно 7 років тому). Скам'янілості V. riffautae потенційно представляють найраніші записи про родину псових, Canidae, у Старому Світі. V. riffautae був проміжним за розміром між лисицею Рюппеля (Vulpes rueppellii) і лисицею фенеком (V. zerda).